# Digitaal watermerk

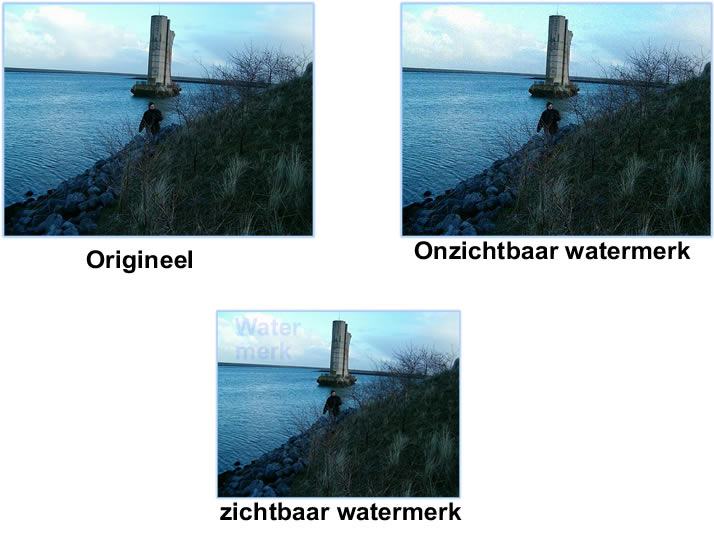
Vereenvoudigd voorbeeld van een digitaal watermerk.

Digitaal watermerken is een techniek om extra informatie te stoppen in digitale informatie zoals in digitale afbeeldingen, digitale audio/video en dergelijke.
Deze techniek wordt gebruikt voor onder andere de auteursrechten te beschermen zodat illegale kopieën opgespoord kunnen worden. Digitale watermerken worden ook gebruikt om geheime boodschappen door te geven of kan dienen als integriteitsbewijs.

## Verschillende watermerken
Digitale watermerken kunnen in twee categorieën verdeeld worden:

### Onzichtbare watermerken (steganografie)
Het watermerk is zodanig geplaatst dat het de originele data zo weinig verandert dat het haast niet op te merken valt. Er zijn vele technieken om dit te doen maar meestal wordt dit gedaan door de minst significante bit(s) van een byte te gebruiken voor het watermerk.

### Zichtbare watermerken
Het watermerk wordt zodanig geplaatst dat het duidelijk zichtbaar is. Zichtbare watermerken worden onder andere gebruikt om logo's te plaatsen in afbeeldingen of video's.

## Applicaties

### Identificatie en management van media
Een digitaal watermerk maakt het gemakkelijker om de houder van de auteursrechten te beschermen tegen illegaal gebruik. Er kan een watermerk worden geplaatst in een afbeelding, audio en video. Dit watermerk maakt het mogelijk om publicaties te traceren en te herkennen omdat er extra informatie in zit zoals licentie-informatie.
Digitale watermerken kunnen ook een signaal (bv. bij televisie) identificeren en een automatische actie in gang brengen bij distributie; dit wordt remote triggering genoemd. Deze techniek wordt gebruikt om bijvoorbeeld lokale reclame te laten afspelen.

### Vervalsing en piraterij tegengaan
Door digitale watermerken te plaatsen kan er een serienummer bij elke copij worden geplaatst met informatie over de aankoop van de muziek, afbeelding of video. Deze serienummers kunnen worden bijgehouden in een database en automatisch gecontroleerd worden door software. Ook kan het digitaal watermerk informatie bevatten of de digitale informatie mag worden gekopieerd. Deze laatste techniek is relatief gemakkelijk te omzeilen door simpelweg bit per bit te kopiëren.

### Authenticatie
Door een watermerk te plaatsen in documenten kan men de authenticiteit hiervan controleren. Deze techniek wordt bijvoorbeeld in Amerika gebruikt om valse rijbewijzen tegen te gaan. De foto’s bevatten een digitaal watermerk dat relatief gemakkelijk uitgelezen kan worden met een scanner en zo nagegaan kan worden of het een legitiem rijbewijs is.

### Monitoring
Digitaal watermerken maken het mogelijk om afbeeldingen, audio en of video’s te traceren op het internet of bij distributie. Het materiaal krijgt dan met behulp van een watermerk extra informatie waarin de datum en tijd van publicatie staan. Grote bedrijven gebruiken dit om te zien of hun dure reclame wel werkelijk op tv of op internet komt te staan op de afgesproken tijdstippen.